# Semiothisa nitidata
Semiothisa nitidata là một loài bướm đêm trong họ Geometridae.